# Descongestiu
Un descongestiu és un fàrmac que combat o alleuja la congestió nasal. Generalment, actuen reduint l'inflament de les membranes mucoses en els passos nasals. L'ingredient actiu en la majoria dels descongestius és o bé la pseudoefedrina o bé la fenilefrina.
La majoria dels descongestius causen una resposta en l'adrenoreceptor a1, principal responsable de la vasoconstricció. L'efecte no es limita al nas, per la qual cosa aquests fàrmacs poden provoca hipertensió arterial; encara que la majoria no són estimulants tan potents. La gran majoria dels descongestius actuen a través de la millora de noradrenalina i epinefrina (adrenalina) o adrenèrgic mitjançant l'estimulació de l'activitat dels  α-adrenèrgics. Això indueix a vasoconstricció dels vasos sanguinis en el nas, la gola i els sins paranasals, que es tradueix en reducció de la inflamació i moc en aquestes zones.
Generalment se subministren junt amb antihistamínics per a reduir aquest efecte. S'acostumen a administrar per la via intranasal o oral.
L'ús durant molt de temps és desaconsellat. Si les fa servir molt, per exemple la pseudoefedrina, normalment hi ha un efecte de tolerància pel qual necessites més dosi per produir el mateix efecte el que augmenta el risc d'efectes secundaris i risc d'addicció.